# Gare de Ronchamp
Gare de Ronchamp – przystanek kolejowy w Ronchamp, w departamencie Górna Saona, w regionie Burgundia-Franche-Comté, we Francji. Jest zarządzany przez SNCF (budynek dworca) i przez RFF (infrastruktura).
Został otwarty w 1858 przez Compagnie des chemins de fer de l’Est. Przystanek jest obsługiwany przez pociągi TER Franche-Comté.

## Położenie
Znajduje się na linii Paryż – Miluza, w km 421,126, między stacjami Lure i Champagney, na wysokości 358 m n.p.m.

## Linie kolejowe
- Paryż – Miluza